# László Toroczkai
László Toroczkai (Szeged, 10 maart 1978) is een Hongaarse politicus, partijvoorzitter, parlementslid, oprichter van de Onze Land-Beweging en parlementair fractieleider. Sinds oktober 2022 is hij lid van de Parlementaire Vergadering van de Raad van Europa en haar Commissie voor Migratie, Vluchtelingen en Ontheemden, Vicevoorzitter van de Hongaarse Nationale Groep van de Interparlementaire Unie, een van de oprichters van de radicale bewegingen Hatvannégy Vármegye Jeugdbeweging (2001) en de Hunnia (2007). Tussen 2013 en 2022 was hij burgemeester van Ásotthalom en van 2010 tot 2022 was hij lid van de districtsvergadering van Csongrád.

## Politiek en ideologie
Tijdens zijn politieke carrière legde hij bijzondere nadruk op de bescherming van nationale belangen en de versterking van lokale gemeenschappen, bijvoorbeeld door de promotie van binnenlandse producten en het Hungulf-initiatief, dat tot doel heeft Hongaars handwerk op de internationale markt te brengen.
Toroczkai is lid van de Parlementaire Vergadering van de Raad van Europa, waar hij deelneemt aan discussies over uitdagingen op het gebied van migratie.
Het idee van het Hongaarse grenshek en de implementatie ervan
Lancering van het Hungulf-project voor de internationale promotie van Hongaars handwerk.